# Pseudostereofonie
Pseudostereofonie (auch Electronic Stereo oder Breitklang) bezeichnet eine Vorgehensweise, monofon vorliegendes Tonmaterial im Nachhinein so zu bearbeiten, dass bei der Tonwiedergabe ein Stereoeindruck entsteht. Tontechniker der Unterhaltungs- und Musikindustrie versuchen auf diesem Wege, bei älteren Aufnahmen einen plastischeren Höreindruck zu erzeugen. Der Umstand, dass keine echten Stereoinformation enthalten sind, bleibt damit jedoch unverändert.

## Geschichte
Grundsätzlich liegen praktisch alle Tonquellen bei einer Aufnahme als Monosignal vor und müssen in geeigneter Weise ins Stereobild gesetzt werden. Dies geschieht entweder mit einem Mischpult oder bei akustischen Quellen in einem Raum durch die Verwendung eines Stereomikrofonsystems. Gerade frühe Tonaufnahmen wurden jedoch so aufgezeichnet, dass nur eine einzige Tonspur vorliegt, die alle Tonquellen enthält. Mit Aufkommen der Stereotechnik in den 1960er Jahren ersannen Tontechniker daher Methoden, bereits vorhandene Aufnahmen nachträglich in Stereoaufnahmen zu verwandeln.
Anfang der 1970er Jahre wurden viele Monoaufnahmen pseudostereofon verändert. Dies geschah durch getrennte Filterung im linken und rechten Stereokanal, um Tonfrequenzen auf der Stereobasis zu verteilen sowie der Zugabe von Nachhall, um einen künstlichen Raumklang zu erzeugen. Diese Eingriffe waren meistens nicht mehr umkehrbar. Da viele Mono-Originalbänder nach der "Stereofizierung" gelöscht wurden oder verschwanden, gingen so viele wertvolle Original-Monoaufnahmen unwiederbringlich verloren.

## Reversible Verstereofonierung
Es besteht die Möglichkeit, aus einer Monoaufnahme eine Pseudosterofonieaufnahme zu machen, ohne dass dabei das Original-Monosignal zerstört werden muss. Bei einer eventuellen Monowiedergabe, bei der das Signal durch Addition der Stereokanäle erzeugt wird, entsteht wieder das originale Monosignal.